# 어먼젠 고등학교
어먼젠 고등학교(영어: Amundsen High School)는 미국 일리노이 주 시카고에 있는 6년제 공립 중고등학교이다.

## 개교
이 학교는 1929년 첫 개교되었다.

## 트리비아
1932년 노르웨이 군주 호콘 7세가 방미 시절에 허버트 후버 미국 대통령과 접견을 하면서 이 학교를 방문하기도 하였다.